# Прокопьева, Ольга Александровна
Ольга Александровна Прокопьева (23 июля 1983, Ижевск) — российская биатлонистка, специализировавшаяся на летнем биатлоне (кросс). Неоднократная чемпионка России, чемпионка и призёр чемпионата Европы по кросс-биатлону, призёр чемпионата России по зимнему биатлону. Мастер спорта России международного класса.

## Биография
На внутренних соревнованиях представляла Республику Удмуртия, с начала 2010-х годов — Республику Башкортостан и СДЮШОР г. Уфы. Тренеры — С. В. Бабушкин, А. М. Щепарев.

### Зимний биатлон
В составе второй сборной России участвовала в чемпионате Европы 2007 года в Банско, заняла 39-е место в индивидуальной гонке.
Становилась бронзовым призёром чемпионата России в гонке патрулей (2010 и 2012) и в командной гонке (2012).
Призёр соревнований «Ижевская винтовка» в эстафете (2009), призёр этапов Кубка России в эстафете.

### Летний биатлон
В летнем биатлоне (кросс) неоднократно принимала участие в чемпионатах мира и Европы. На чемпионате мира 2005 года в Муонио трижды занимала девятые места — в спринте, гонке преследования и масс-старте. На чемпионате мира 2009 года в Оберхофе была в составе сборной России, но не стартовала. В 2010 году на чемпионате Европы стала бронзовым призёром в спринте, серебряным — в преследовании и чемпионкой — в смешанной эстафете. На чемпионате Европы 2011 года стала серебряным призёром в спринте, в пасьюте финишировала пятой, а в смешанной эстафете во второй раз подряд стала чемпионкой.
Неоднократная победительница и призёр соревнований национального уровня, в том числе в 2010 году — серебряный призёр чемпионата России в гонке преследования, в 2011 году — чемпионка в спринте и эстафете, в 2012 году — чемпионка в эстафете и серебряный призёр в масс-старте.
В 2008 году также стала серебряным призёром в эстафете на чемпионате России по летнему биатлону на лыжероллерах.
Завершила спортивную карьеру по окончании сезона 2012/13. По состоянию на 2018 год работает в центре лицензионно-разрешительной работы Управления Росгвардии по Удмуртской Республике, звание — старший лейтенант. Принимает участие в ведомственных соревнованиях.
Окончила Ижевский филиал Нижегородской юридической академии МВД РФ.